# Помоздінське сільське поселення
Помо́здінське сільське поселення (рос. Помоздинское сельское поселение) — муніципальне утворення у складі Усть-Куломського району Республіки Комі, Росія. Адміністративний центр — село Помоздіно.

## Населення
Населення — 2944 особи (2017, 3071 у 2010, 3515 у 2002, 3617 у 1989).

## Склад
До складу поселення входять такі населені пункти:
| Населений пункт       | Населення, осіб (1989) | Населення, осіб (2002) | Населення, осіб (2010) |
| --------------------- | ---------------------- | ---------------------- | ---------------------- |
| Бадьйольськ, присілок | 285                    | 304                    | 238                    |
| Вильгорт, присілок    | 687                    | 642                    | 491                    |
| Кирниша, присілок     | 148                    | 166                    | 137                    |
| Модлапов, присілок    | 258                    | 228                    | 197                    |
| Помоздіно, село       | 1433                   | 1439                   | 1390                   |
| Скородум, присілок    | 577                    | 591                    | 494                    |
| Сордйив, присілок     | 229                    | 145                    | 124                    |

## Уродженці
- Трошева Юлія Іванівна (1916—1988) — комі радянська театральна актриса, народна артистка РРФСР.